# アサエリ・ラウシー
アサエリ・ラウシー（Asaeli Lausii、2000年1月26日 - ）は、ジャパンラグビーリーグワン東芝ブレイブルーパス東京に所属するラグビー選手。

## プロフィール
- トンガ出身[1]。
- ポジションはロック(LO)、プロップ(PR)。
- 身長 190 cm、体重 111 kg

## 略歴
2019年、日本航空石川卒業後、京都産業大学に入る。なお日本航空石川高校時代、高校日本代表に選ばれたことがある。
2023年、京都産業大学卒業後、東芝ブレイブルーパス東京に加入。
ジャパンラグビーリーグワン2023-24シーズン第9節埼玉ワイルドナイツ戦（熊谷ラグビー場）にて後半15分リザーブから公式戦初出場を記録した。